# منصور أباد (بوشكان)
منصور أباد (بالفارسية: منصورآباد) هي قرية تقع في إيران في قسم بوشكان الريفي. يقدر عدد سكانها بـ 79 نسمة بحسب إحصاء 2016.